# Orquestra Filarmônica de Bucheon
A Orquestra Filarmônica de Bucheon é uma famosa orquestra baseada em Bucheon, uma cidade metropolitana entre Seul e Incheon, Coreia do Sul. Foi fundada em 1988 como parte da Companhia de Artes Cívicas de Bucheon. Em 1989 Heon-Jeong tornou-se o maestro principal e também diretor artístico da orquestra. Desde a década de 1990 a orquestra apresenta muitas séries de estreias coreanas de trabalhos de Arnold Schoenberg, Alban Berg e Béla Bartók e de ciclos completos das sinfonias de Beethoven e Brahms.